# 서울구일초등학교
서울구일초등학교는 대한민국 서울특별시 구로구에 위치한 공립 초등학교이다.

## 학교 연혁
- 1987년 9월 1일 서울구일초등학교 개교(설립인가 7월 9일)[2]
- 1987년 9월 1일 초대 조홍연 교장 부임
- 1987년 12월 1일 컴퓨터실 개관(컴퓨터 60대 설치)
- 1988년 2월 16일 제1회 졸업식(84명)
- 1988년 12월 31일 학교도서관 설치
- 1998년 5월 7일 강당 신축
- 2004년 9월 16일 동관 4층 다목적강당 신축
- 2007년 9월 30일 과학실 현대화 사업
- 2008년 3월 1일 디지털교실 4실 개관
- 2008년 12월 15일 영어전용교실 개관
- 2009년 2월 28일 운동장 학교 공원화 사업 완료
- 2014년 3월 1일 제8대 남미애 교장 부임
- 2016년 8월 20일 보건실 리모델링
- 2017년 2월 8일 도서실 리모델링
- 2018년 3월 1일 제9대 박승수 교장 부임
- 2022년 3월 1일 제10대 임채길 교장 부임
- 2024년 제11대 최윤석 교장 부임
- 2027년 9월 1일 개교 40주년

## 참고 자료
- 서울구일초등학교 - 한국교육학술정보원 학교알리미